# سکو، آنگولا
سکو (به انگلیسی: Saco (Saco do Giraul, Sacco)) شهری در استان نامیبه واقع در کشور آنگولا است که در سال ۲۰۰۹ میلادی ۵٬۹۸۸ نفر جمعیت داشته است.